# توماس بونار

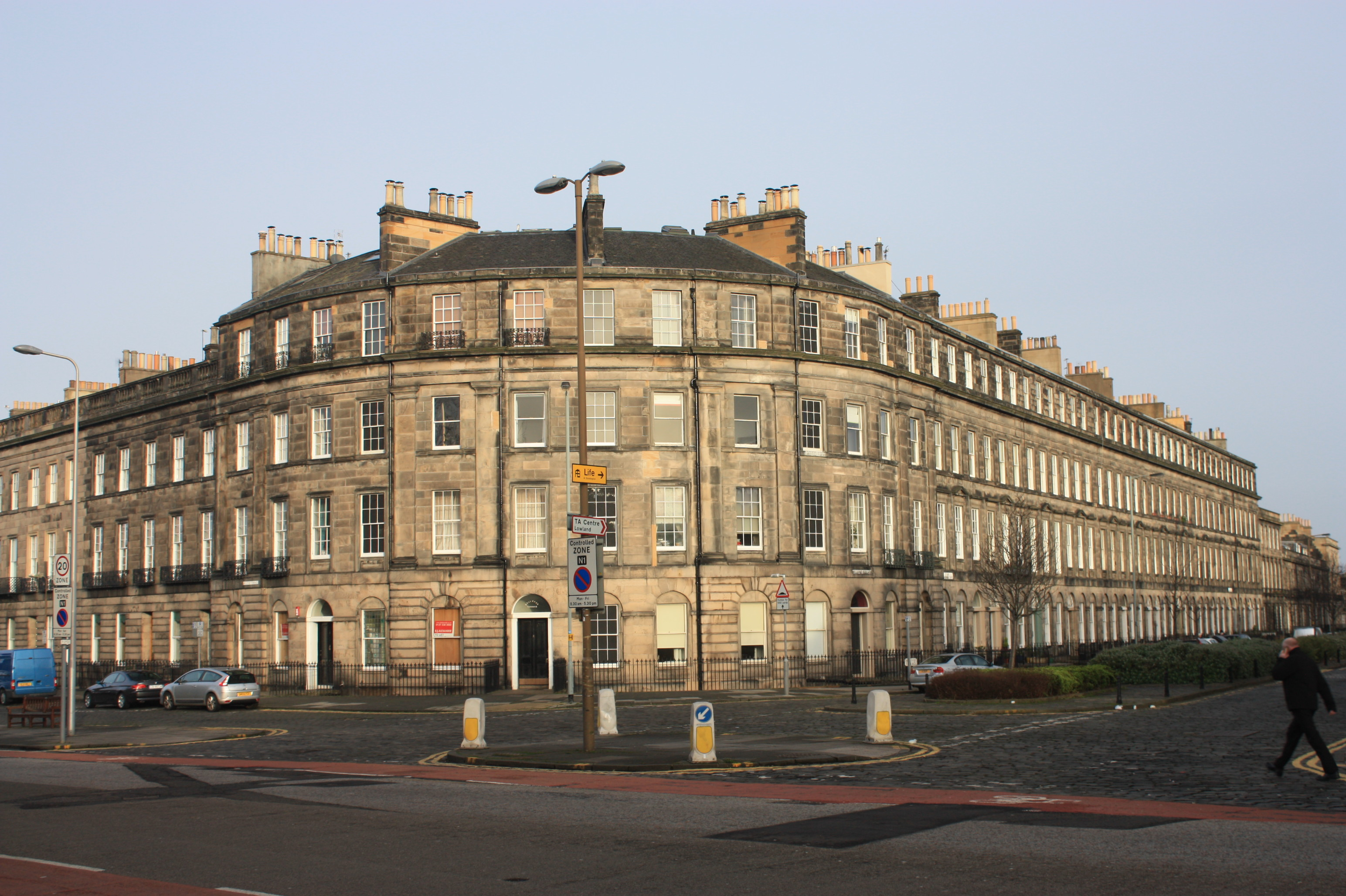
شارع شرق كليرمونت من تصميم توماس بونار

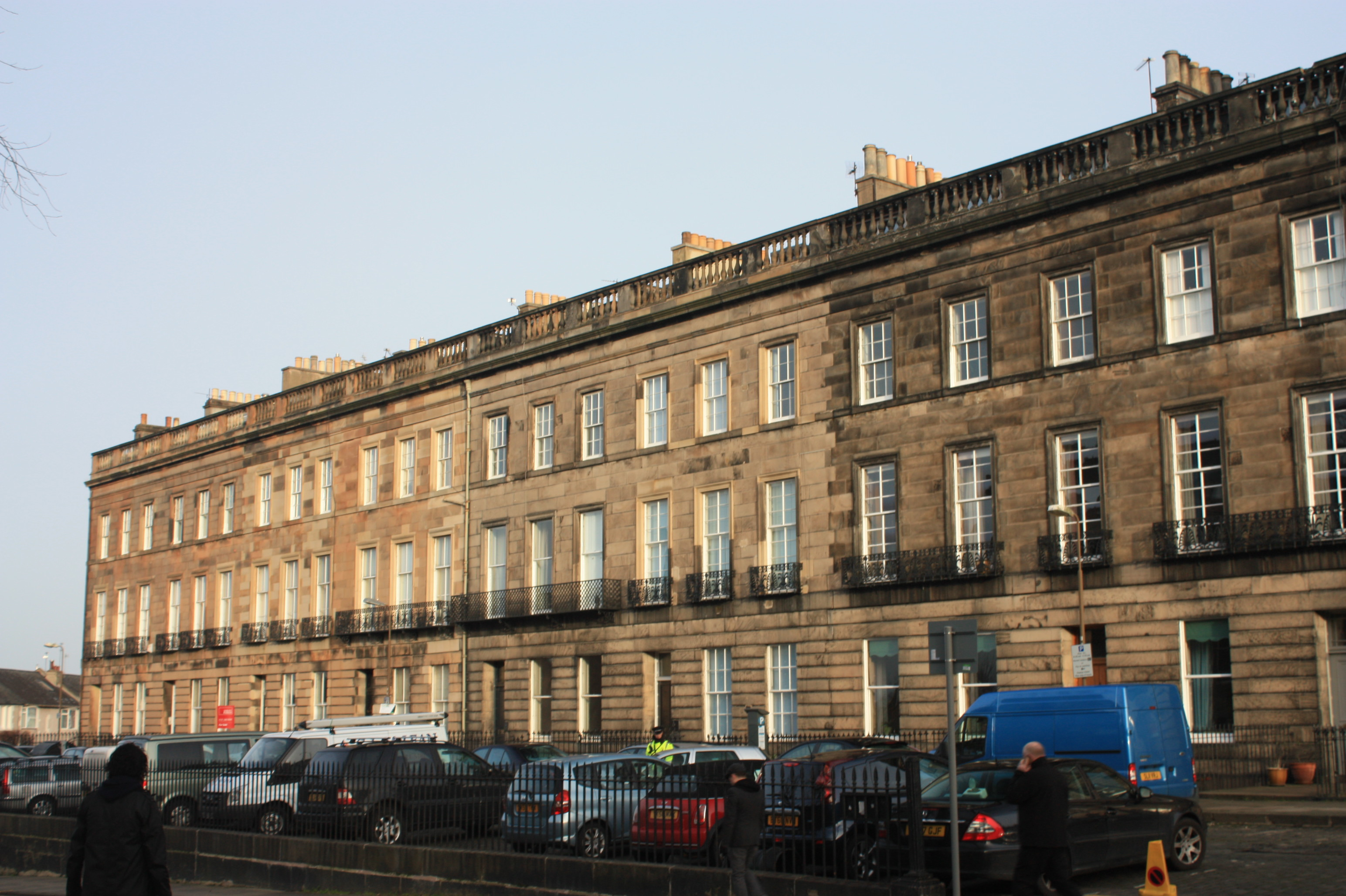
شرفة بلفيو من تصميم توماس بونار

توماس بونار هو مصمم ديكورات اسكتلندي ومهندسًا معماريًا بارزاً في مجاله، يعمل في منطقة إدنبرة، ويتميَّز بتصميم الأسقف الخارجية عن غيرها، وتوفي عام (1847). كان توماس والداً للفنان ويليام بونار آر إس إيه (1800-1853)، والنحَّات توماس بونار (1810-1873)، والذي بدوره تعاون مع ويليام في العديد من الأعمال. وتُعرف المجموعة أيضًا باسم شركة عائلة (شركة  بونار وشركائه)

## حياتة
ولد توماس في إدنبرة حوالي عام 1770، وهو ابن جون بونار الذي صمم الأسقف في قصر بينكويك. عاشت عائلته في منزل جديد في ذلك الوقت في «شارع ساوث سانت ديفيد 6» خلال سنوات مراهقته.
واستقرت حياته ومهنته في المدينة عام (1795)، حيث عين عضواً محلفًا في المحكمة في عام 1807 ومشرفًا على أعمال المدينة في عام 1809، ويعمل من كنيسة المجدلية في شارع كاوجيت، ومن عام 1810 عمل كمهندس معماري ومسَّاح أراضي لمدرسة جورج هيريوت، ثم خسر جميع مناصبه عام في يناير 1819 بسبب قضية إعدام غير شرعية في 30 ديسمبر (وهي جزء من مهامة الواسعة) والتي انتهت بأحداث شغب لم يحمد عقباها في المدينة. يُعرف المنزل في «طريق ان 7» باسم «منزل توماس بونار» وعلى الرغم من انه المصمم لديكوره الداخلي الرائع، إلا انه لا يوجد دليل على عيشه في ذلك المنزل. وأُدرج توماس بونار المشرف على أعمال المدينة على أنه يعيش في قرية غرينسايد في ليث ووك في أوائل القرن التاسع عشر.
وصمم توماس الكثير من التصميمات الداخلية الرائعة والفريدة من نوعها، بما في ذلك بئر بيرنارد في مدينة ستوكبريدج.
واستبدلت مدرسة جورج هيريوت توماس بألكسندر بلاك عام 1833. وتقاعد توماس عام 1832، وتوفي عام 1847.

## أسرتة
تزوجت ابنته إليزابيث من جورج ميكلي كيمب.

## أشهر أعماله

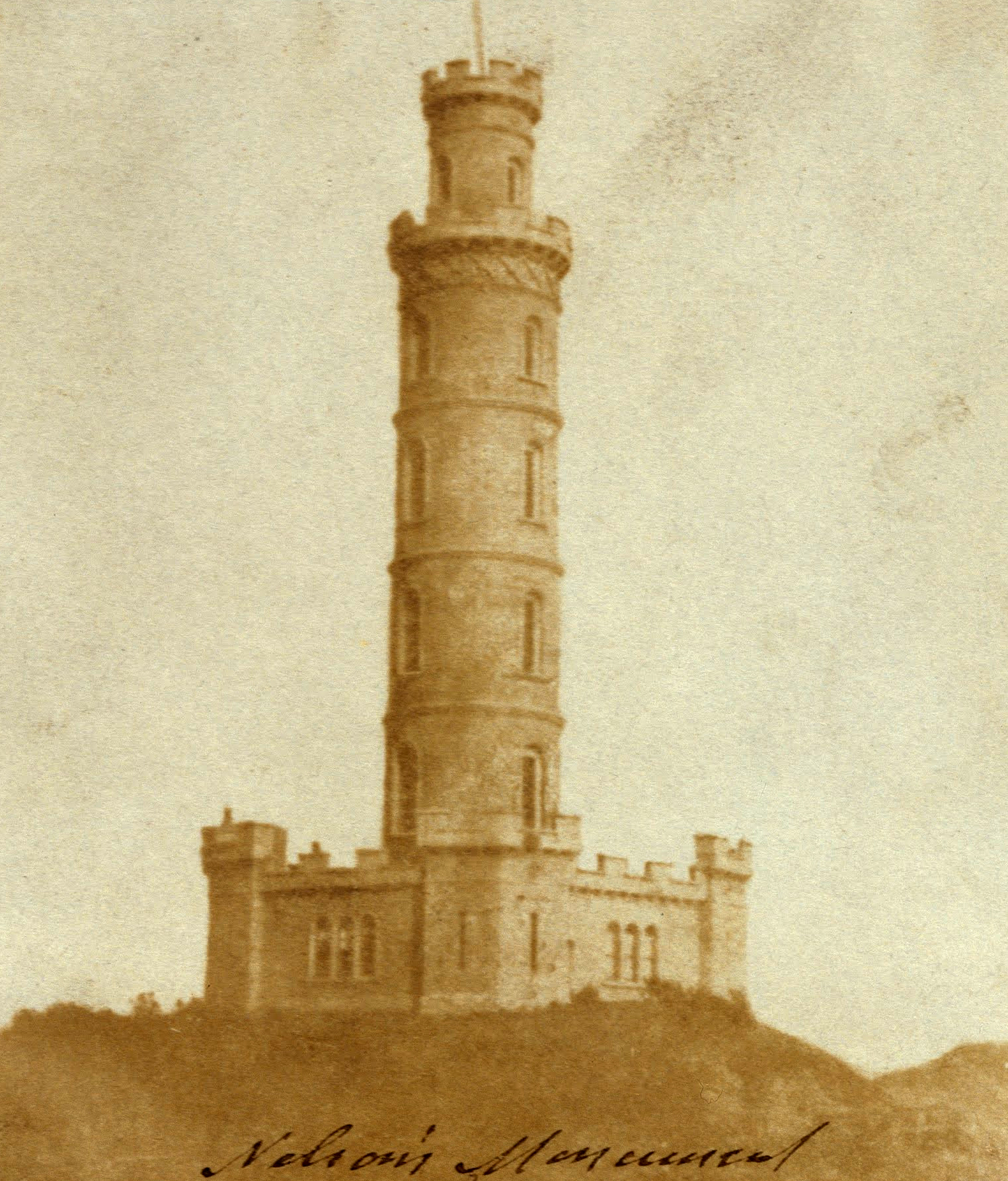
صورة لنصب نيلسون التذكاري لروبرت آدمسون (1843).

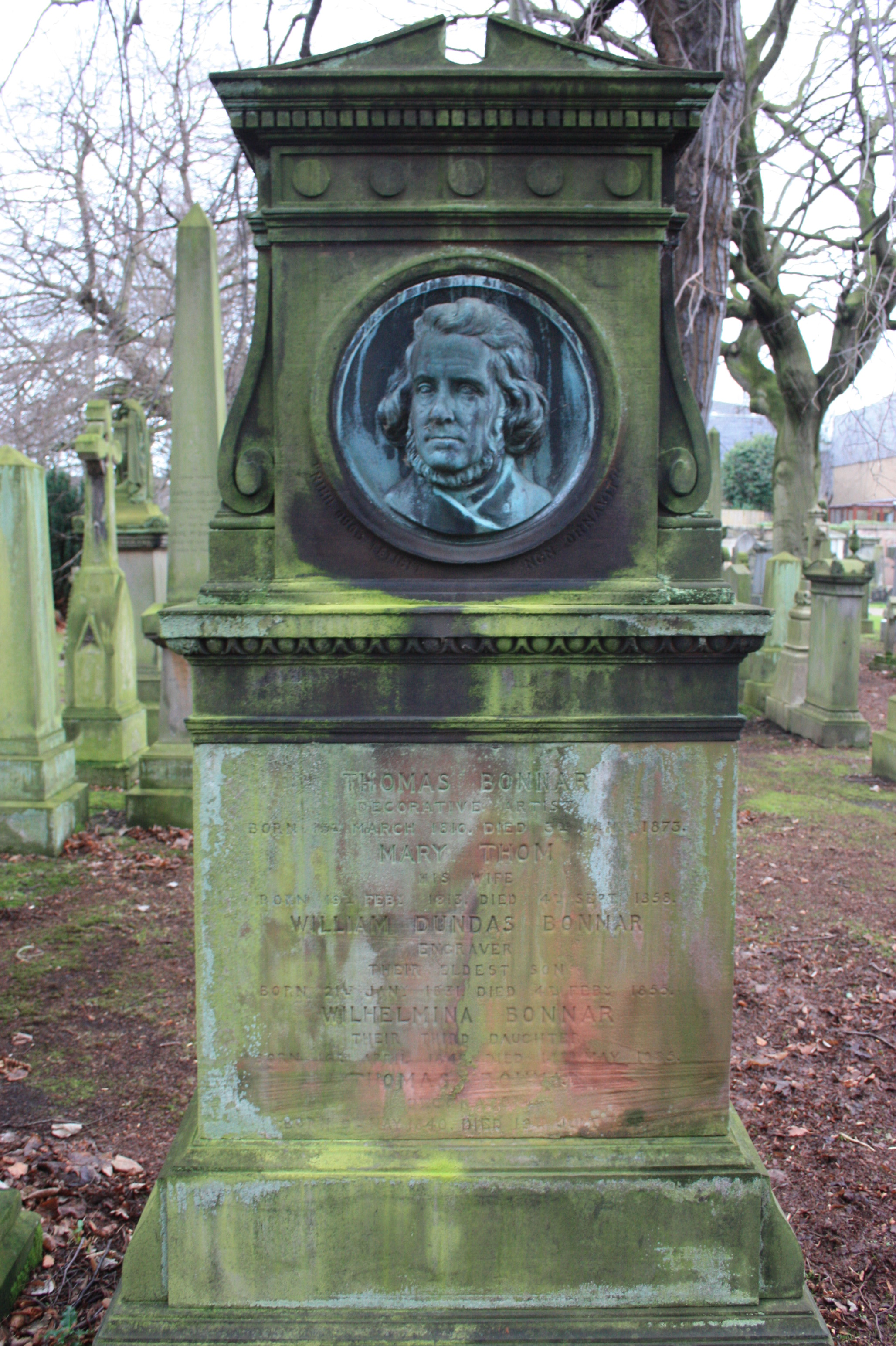
قبر توماس بونار (1810-1873) في مقبرة دين.

- إتمام مشروع روبرت بيرن التذكاري لنيلسون في كالتون هيل (1814-1816)
- التخطيط الأصلي لمقبرة كالتون الجديدة (1816-1817)، وأكمله توماس براون)
- إتمام دروموند عام (1816-1817).
- هيرميتاج في منطقة ليث (1817-1825)
- بيت البستان، كوين ستريت جاردنز (1819) وقد هُدم
- بلفيو كيرسنت (1819-1832) النصف الجنوبي فقط - النصف الشمالي لم يبنى إلا في عام 1880.
- 4-15 فندق جلوستر (1822-1824)
- 42-54 شارع لندن (1823)
- 1-85 شرق شارع كليرمونت (1824)
- اثول كيرسنت وفندق اثول والجانب الشمالي من شارع تورفيشن (1824-1826)
- وأشرف ألكساندر بلاك على أعمال مبنى بيلفيو تيراس (1825)، ولم يتم بناء القسم الشمالي أبدًا.
- واستمر مشروع بناء شارع باروني (1829-1847) واستلم الكسندر بلاك المشروع عام 1847.[6]

## توماس بونار (الأصغر)
ولد توماس بونار في إدنبرة عام 1810، وسار على خطى ابيه كمصمم وفنان ولكن لم يغامر في الانخراط في الهندسة المعمارية.
وتوفي عام 1873 ودفن مع زوجته ماري توم (1813-1858) في جانب مزدحم من مقبرة دين شرق مدخل معرض دين الجديد وشمال شرق الهرم المميز فيه مع نصب تذكاري غريب متتالي مع ابنه توماس (1838-1896)، صممه ديفيد واتسون ستيفنسون ودُودُفن أبنائه فيه، النقَّاش ويليام دونداس بونار (1831-1855) وتوماس بونار (1899).
وشملت تصميماته الداخلية: 
- غرفة الرسم في نيوباتل آبي
- غرفة الرسم في منزل مورتونهال
- مكتب داخلي لتوماس نيلسون في باتيرنوستر رو في لندن
- أسقف لتوماس نيلسون في منزله في إدنبرة، سانت ليونارد

وانجب توماس الاصغر ابناً اسماه توماس ايضاً (1838-1896)، وتقول السجلات انه عمِل في تسعينيات القرن التاسع عشر وكان مسؤولاً عن تصاميم بعض الاسقف في قصر فوكلاند وليبرتون  ومحكمة ريدلز في لاون ماركت.

## روابط خارجية
- http://nevinofedinburgh.co.uk/mortonhall-house،-edinburgh.html
- http://www.scottish-places.info/scotgaz/features/featurefirst3888.html
- http://www.scran.ac.uk/database/record.php؟usi=000-000-583-953-C&scache=3zuzbtd6cl&searchdb=scran